# Hikaru Fujishima
Hikaru Fujishima (藤嶋 洸 Fujishima Hikaru?), född 5 april 1989 i Iwate prefektur, är en japansk fotbollsspelare.
Fujishima började sin karriär 2012 i Grulla Morioka. Han spelade 16 ligamatcher för klubben. 2015 flyttade han till Vanraure Hachinohe. Han avslutade karriären 2015.